# Kobuk (fleuve)
Le fleuve Kobuk est un fleuve au nord-ouest de l'Alaska aux États-Unis, de 450 kilomètres (280 mi) de long.

## Géographie
Il prend sa source à l'est du lac Walker dans les montagnes Endicott près du parc national et réserve des Gates of the Arctic, juste au nord du Cercle Arctique. Il se dirige ensuite brièvement vers le sud, passe dans deux canyons, (Upper et Lower kobuk Canyon), puis coule vers l'ouest, le long du flanc sur de la Chaîne Brooks, au milieu d'une large vallée humide. Dans la vallée, le fleuve passe à proximité des villages Kobuk, Shungnak et Ambler où il reçoit les eaux de la rivière homonyme. Il traverse ensuite le Parc national de Kobuk Valley puis rejoint un large delta situé dans le Golfe de Kotzebue, à environ 48 kilomètres au sud-est de Kotzebue.
Le Kobuk est le plus grand fleuve du nord-ouest de l'Alaska, avec 451 kilomètres de long, 460 mètres de profondeur, et une vitesse d'écoulement de 5 à 8 kilomètres à l'heure. Il draine un bassin de 31 850 km2. Il héberge une nombreuse population de Coregonus et de  Stenodus leucichthys, de la famille des saumons. Des hordes de caribous en ont fait leur aire de répartition.
Le bassin du Kobuk est situé juste au nord du Cercle Arctique, et bénéficie d'un climat continental. Les étés sont courts et relativement chauds, tandis que les hivers sont longs et froids. La moyenne des températures annuelles dans la partie centrale du cours d'eau est de -6° l'hiver et de +15° l'été, lequel est gelé d'octobre à fin mai.

## Histoire
Les Inuits qui vivent là, l'avaient nommée Big River (la grande rivière). Son nom a été retranscrit pour la première fois par John Simpson en 1850 en Kowuk. G.M. Stoney, qui l'explora de 1883 à 1886 écrivit Ku-buck, mais proposa de l'appeler Putnam en l'honneur de Charles Punam, officier, qui mourut noyé en 1880. Le lieutenant J.C.Cantwell, qui l'explora à son tour entre 1884 et 1885 l'appela Kooak sur la carte et Kowak dans son rapport, et W.H. Dall l'orthographia Kowk en 1870.
Des indigènes vivaient sur ses rives depuis des temps anciens, l'endroit étant un important lieu de déplacement des populations. Ils pratiquaient la chasse et la pêche. En 1898, la rivière Kobuk fut le siège d'une courte ruée vers l'or, appelée Kobuk River Stampede (la ruée vers l'or de la rivière Kobuk), quand environ 2000 prospecteurs arrivèrent depuis Seattle et San Francisco en bateau jusqu'à son embouchure, ayant entendu parler de riches filons. Mais pas plutôt arrivés, les indigènes leur dirent qu'il ne s'agissait que d'une rumeur sans fondement. Ils trouvèrent d'ailleurs si peu d'or que la plupart repartirent.
En 1980, le Congrès Américain a désigné 110 milles (177 km) de son parcours depuis le lac Walker comme faisant partie des National Wild and Scenic River.

## Affluents
- Squirrel – 72 milles (116 km)
- Salmon – 60 milles (97 km)
- Ambler – 75 milles (121 km)
- Kogoluktuk – 45 milles (72 km)
- Mauneluk – 50 milles (80 km)
- Pah – 55 milles (89 km)
- Reed – 52 milles (84 km)
- Kaliguricheark
- Kallarichuk